# Сарджент (округ)
Округ Сарджент (англ. Sargent County) располагается в штате Северная Дакота, США. Официально образован в 1883 году. По состоянию на 2013 год, численность населения составляла 3890 человек.

## География
По данным Бюро переписи США, общая площадь округа равняется 2 245,532 км2, из которых 2 224,812 км2 — суша, и 8,000 км2, или 0,960 % — это водоёмы.

## Население
По данным переписи населения 2000 года в округе проживает 4366 жителей в составе 1 786 домашних хозяйств и 1243 семей. Плотность населения составляет 2,00 человека на км2. На территории округа насчитывается 2016 жилых строений, при плотности застройки около 1,00-го строения на км2. Расовый состав населения: белые — 98,24 %, афроамериканцы — 0,05 %, коренные американцы (индейцы) — 0,46 %, азиаты — 0,05 %, гавайцы — 0,00 %, представители других рас — 0,55 %, представители двух или более рас — 0,66 %. Испаноязычные составляли 0,73 % населения независимо от расы.
В составе 30,30 % из общего числа домашних хозяйств проживают дети в возрасте до 18 лет, 61,00 % домашних хозяйств представляют собой супружеские пары, проживающие вместе, 3,90 % домашних хозяйств представляют собой одиноких женщин без супруга, 30,40 % домашних хозяйств не имеют отношения к семьям, 27,70 % домашних хозяйств состоят из одного человека, 14,10 % домашних хозяйств состоят из престарелых (65 лет и старше), проживающих в одиночестве. Средний размер домашнего хозяйства составляет 2,43 человека, и средний размер семьи 2,99 человека.
Возрастной состав округа: 26,50 % — моложе 18 лет, 5,30 % — от 18 до 24, 25,70 % — от 25 до 44, 25,70 % — от 45 до 64, и 25,70 % — от 65 и старше. Средний возраст жителя округа — 40 лет. На каждые 100 женщин приходится 110,60 мужчин. На каждые 100 женщин старше 18 лет приходится 110,10 мужчин.
Средний доход на домохозяйство в округе составлял 37 213 USD, на семью — 44 063 USD. Среднестатистический заработок мужчины был 34 222 USD против 19 844 USD для женщины. Доход на душу населения составлял 18 689 USD. Около 6,00 % семей и 8,20 % общего населения находились ниже черты бедности, в том числе — 8,90 % молодежи (тех, кому ещё не исполнилось 18 лет) и 11,80 % тех, кому было уже больше 65 лет.